# Kaktus-familien
Kaktus-familien (Cactaceae) består af 111 slægter og ca. 1500 arter, som er sukkulenter og velkendte fra ørkenbiotoper. Som andre sukkulenter er kaktus tilpasset et liv med lidt nedbør. Hos de fleste kaktusser er bladene omdannet til torne.
Kaktus er kun naturligt hjemmehørende på kontinenterne Nordamerika og Sydamerika samt øerne heromkring. Andre steder i verden, er de indført efter Christoffer Columbus opdagelse af Amerika i 1492. Undtagelsen er dog Misteltenkaktus, der lever i trækroner i regnskove, som epifyt. Misteltenkaktus findes også naturligt i Sri Lanka, Madagaskar, Afrika, Indien, Nepal.
De fleste kaktus og visse sukkulenter, har en speciel metabolisme (CAM), som sætter dem i stand til at have lukket åndespalteåbningerne (stomata) om dagen og vente med at lave størstedelen af respirationen og transpirationen til om natten. Herved mister kaktus kun lidt vand ved fordampning, da den relative luftfugtighed er langt højere om natten end om dagen.
Kaktus indeholder stofferne betalainer, alkaloider og triterpenoider.

## Systematik
Inddeling i underfamilier og tribus:
- Underfamilie
  - Tribus
    - Slægt
- Pereskioideae
  -     - Trækaktus (Pereskia)
- Opuntioideae
  - Austrocylindropuntieae
    - Alterlys-slægten (Austrocylindropuntia)
    - Cumulopuntia

  - Cylindropuntieae
    - Cylindropuntia
    - Grusonia
    - Pereskiopsis
    - Quiabentia

  - Opuntieae
    - Brasiliopuntia
    - Consolea
    - Miqueliopuntia
    - Figenkaktus (Opuntia)
    - Tacinga
    - Tunilla

  - Pterocacteae
    - Pterocactus

  - Tephrocacteae
    - Maihueniopsis
    - Tephrocactus
- Cactoideae
  - Browningieae
    - Armatocereus
    - Browningia
    - Jasminocereus
    - Neoraimondia
    - Stetsonia

  - Cacteae
    - Acharagma
    - Ariocarpus
    - Astrophytum
    - Aztekium
    - Topkaktus (Coryphantha)
    - Pindsvinekaktus (Echinocactus)
    - Echinomastus
    - Slangeskindskaktus-slægten (Epithelantha)
    - Escobaria
    - Ferocactus
    - Geohintonia
    - Prismekaktus-slægten (Leuchtenbergia)
    - Elefantfodkaktus-slægten (Lophophora)
    - Vortekaktus (Mammillaria)
    - Mammilloydia
    - Neolloydia
    - Obregonia
    - Ortegocactus
    - Pediocactus
    - Pelecyphora
    - Sclerocactus
    - Stenocactus
    - Strombocactus
    - Thelocactus
    - Turbinicarpus

  - Calymmantheae
    - Calymmanthium

  - Cereeae
    - Arrojadoa
    - Brasilicereus
    - Søjlekaktus (Cereus)
    - Cipocereus
    - Coleocephalocereus
    - Melonkaktus (Melocactus)
    - Micranthocereus
    - Pierrebraunia
    - Pilosocereus
    - Praecereus
    - Stephanocereus
    - Uebelmannia

  - Hylocereeae
    - Disocactus
    - Epiphyllum
    - Hylocereus
    - Pseudoacanthocereus
    - Pseudorhipsalis
    - Selenicereus (med bl.a. Nattens dronning og arter som bære spisefrugt ved navn dragefrugt)
    - Weberocereus

  - Notocacteae
    - Austrocactus
    - Blossfeldia
    - Cintia
    - Copiapoa
    - Eriosyce
    - Eulychnia
    - Frailea
    - Neowerdermannia
    - Parodia

  - Pachycereeae
    - Acanthocereus
    - Backebergia
    - Bergerocactus
    - Kæmpekaktus-slægten (Carnegiea)
    - Cephalocereus
    - Corryocactus
    - Echinocereus
    - Escontria
    - Lemaireocereus
    - Leptocereus
    - Lophocereus
    - Myrtillocactus
    - Neobuxbaumia
    - Nyctocereus
    - Pachycereus
    - Peniocereus
    - Polaskia
    - Pseudomitrocereus
    - Stenocereus
    - Strophocactus

  - Rhipsalideae
    - Koralkaktus (Hatiora)
    - Lepismium
    - Misteltenkaktus (Rhipsalis)
    - Schlumbergera

  - Trichocereeae
    - Arthrocereus
    - Brachycereus
    - Cleistocactus
    - Denmoza
    - Discocactus
    - Søpindsvinekaktus (Echinopsis)
    - Espostoa
    - Espostoopsis
    - Facheiroa
    - Gymnocalycium
    - Haageocereus
    - Harrisia
    - Leocereus
    - Matucana
    - Mila
    - Oreocereus
    - Oroya
    - Pygmaeocereus
    - Rauhocereus
    - Rebutia
    - Samaipaticereus
    - Setiechinopsis
    - Vatricania
    - Weberbauerocereus
    - Yungasocereus
- Maihuenioideae
  -     - Maihuenia